# Julija Nikolajewna Surikowa
Julija Nikolajewna Surikowa (russisch Юлия Николаевна Сурикова; * 1982 in der Sowjetunion) ist eine russische Triathletin und zweifache Wintertriathlon-Weltmeisterin (2016, 2018).

## Werdegang
Julija Surikowa kam 2005 ins russische Nationalteam. 2010 wurde sie Dritte bei der Europameisterschaft Wintertriathlon.
Im März 2015 kam ihre Tochter zur Welt und sie legte eine Mutterschaftspause ein.
Bei der Wintertriathlon-Weltmeisterschaft im österreichischen Zeltweg sicherte sich Julija Surikowa im Februar 2016 ihren ersten WM-Titel vor Landsfrau Olga Parfinenko und der Österreicherin Romana Slavinec.

Im April wurde sie Dritte bei der Europameisterschaft Cross-Duathlon. Im Juni wurde sie auch russische Meisterin im Cross-Triathlon.
In Estland wurde sie im Januar 2017 Dritte bei der Europameisterschaft Wintertriathlon (6 km Crosslauf, 10 km Mountainbike und 8,1 km Skilanglauf).
Im Januar 2018 wurde die damals 36-Jährige nach 2016 zum zweiten Mal Weltmeisterin im Wintertriathlon.

## Sportliche Erfolge
| Datum/Jahr    | Rang | Wettbewerb                                  | Austragungsort   | Zeit     | Bemerkung                           |
| ------------- | ---- | ------------------------------------------- | ---------------- | -------- | ----------------------------------- |
| 4. Jan. 2020  | 2    | ITU Winter Triathlon World Cup              | Harbin           | 01:35:04 |                                     |
| 9. Feb. 2019  | 2    | ITU Winter Triathlon World Championships    | Asiago           | 01:44:35 | Vizeweltmeisterin Wintertriathlon   |
| 17. Feb. 2018 | 1    | ETU Winter Triathlon European Championships | Catania          | 01:53:13 | Europameisterin Wintertriathlon     |
| 27. Jan. 2018 | 1    | ITU Winter Triathlon World Championships    | Cheile Grădiștei | 01:47:51 |                                     |
| 28. Jan. 2017 | 3    | ETU Winter Triathlon European Championships | Otepää           | 01:25:46 | Europameisterschaft Wintertriathlon |
| 13. Feb. 2016 | 1    | ITU Winter Triathlon World Championships    | Zeltweg          | 01:27:31 |                                     |
| 23. Jan. 2016 | 2    | ETU Winter Triathlon European Championships | Otepää           | 01:25:10 | Europameisterschaft Wintertriathlon |
| 26. März 2011 | 4    | ITU Winter Triathlon World Championships    | Jamijarvi        | 01:25:57 |                                     |
| 6. Feb. 2010  | 3    | ETU Winter Triathlon European Championships | Lygna            | 01:24:19 | Europameisterschaft Wintertriathlon |
| 15. März 2008 | 5    | RUS Winter Triathlon National Championships | Asbest           | 01:43:08 |                                     |
| 2. Feb. 2008  | 4    | ETU Winter Triathlon European Championships | Gaishorn am See  | 01:38:43 | Europameisterschaft Wintertriathlon |
| 10. Feb. 2007 | 12   | ETU Winter Triathlon European Championships | Triesen          | 01:42:43 | Europameisterschaft Wintertriathlon |

| Datum/Jahr    | Rang | Wettbewerb                                 | Austragungsort | Zeit     | Bemerkung |
| ------------- | ---- | ------------------------------------------ | -------------- | -------- | --------- |
| 26. Juni 2016 | 1    | RUS Cross Triathlon National Championships | Kirov          | 01:58:52 |           |

| Datum/Jahr    | Rang | Wettbewerb                                | Austragungsort | Zeit     | Bemerkung                          |
| ------------- | ---- | ----------------------------------------- | -------------- | -------- | ---------------------------------- |
| 24. Apr. 2016 | 3    | ETU Cross-Duathlon European Championships | Târgu Mureș    | 02:40:55 | Europameisterschaft Cross-Duathlon |

| Datum/Jahr    | Rang | Wettbewerb                                               | Austragungsort | Zeit     | Bemerkung                                                                                |
| ------------- | ---- | -------------------------------------------------------- | -------------- | -------- | ---------------------------------------------------------------------------------------- |
| 14. Juni 2013 | 12   | ETU Short Distance Triathlon European Championship 30–34 | Alanya         | 02:22:36 | Triathlon-Europameisterschaft auf der olympischen Kurzdistanz, in der Altersklasse 30–34 |

(DNF – Did Not Finish; DNS – Did Not Start)